# Les Six Brumes
Les éditions Les Six Brumes est une maison d'édition québécoise (Canada) spécialisée dans le domaine du fantastique, de la fantasy, de l'horreur, du policier, de la science-fiction et de l'inconnu.

## Histoire
Les éditions Les Six Brumes ont été fondées en février 2001 par Jonathan Reynolds et Marki Saint-Germain à Montréal. Cherchant à faire publier, sans succès, leurs textes dans le domaine des littératures de l'imaginaire, les éditions Alire, par exemple, s'adressant le plus souvent à des auteurs confirmés, ils décidèrent de fonder leur propre maison d'édition,. Celle-ci déménage en 2004 à Drummondville (administration) et à Sherbrooke (publications et communications).
Un premier recueil de nouvelles, L'Aurore, paraît en 2002.  Les Six Brumes publicisent d'abord ses parutions et rencontre ses auteurs lors de petits salons du livre et de lancements locaux.  Dominic Bellavance est du nombre.    Celui-ci débutera à faire paraître chez les six Brumes la série d'Alégracia, une série de romans de fantasy destinée à la jeunesse.  Le premier tome, Alégracia et le Serpent d'Argent est lancé à Saint-Odilon-de-Cranbourne, ville natale de l'auteur, le 18 septembre 2005,.
La jeune maison d'édition attire l'attention en 2006, alors qu'Alégracia et le serpent d'argent remporte le prix Aurora du Meilleur roman en français, décerné par l'Association canadienne de la science-fiction et du fantastique.
En 2007, Guillaume Houle se joint à l'équipe éditoriale. Ayant œuvré à la promotion de la maison d'édition de 2001 à 2003, puis à la gestion des publications à compter de 2004, il rejoint officiellement les rangs des éditeurs en janvier 2007.
La vocation des six Brumes à favoriser la création culturelle en région se confirme en 2007 par la parution d'un recueil de nouvelles  pas nécessairement liées au fantastique, Résonances, créées par des auteurs de la région de Drummondville, dont Patrick Senécal,.
En novembre 2012, Les Six Brumes publient un deuxième ouvrage dans la collection Frontières, le recueil de nouvelles fantastiques Enraciné de Mathieu Fortin. Cette fois, les nouvelles, toutes fantastiques, sont basées sur la MRC Nicolet-Yamaska, dans un environnement qui mélange le réel et l'irréel, l'histoire et la fiction.
En juin 2013, le cofondateur Marki St-Germain cède sa part à Guillaume Houle et quitte la maison d'édition. Jonathan Reynolds et Guillaume Houle poursuivent le développement de l'entreprise, qui déménage son siège social à Sherbrooke. 
Aux petites heures du matin du 25 décembre 2013, la maison d'édition prend connaissance d'une lettre du ministère de la Culture et des Communications du Québec. Le ministère y reconnaît de nouveau le travail des éditeurs. Après avoir été pendant quelques années la seule maison d'édition agréée du Centre-du-Québec, Les Six Brumes obtient ce même statut pour la région Estrie. Elle est, depuis ce jour, la seule maison d'édition agréée sur le territoire de la Ville de Sherbrooke et la deuxième en Estrie, avec Berger éditeur qui est basé à Austin, dans la MRC de Memphrémagog.
À l'automne 2014, la maison d'édition publie quatre titres, dont trois sont le fruit de collaborations : Petits démons avec Daniel Sernine, Dix ans d'éternité avec l'équipe de Brins d'éternité et 6, chalet des brumes avec un collectif d'auteurs coordonné par Luc Dagenais. La collection Six Brumes voit l'ajout de Jardin de chair de l'auteur Frédéric Raymond, qui est aussi éditeur à La maison des viscères.
En 2015, la maison d'édition Les Six Brumes signe avec les responsables du concours Sors de ta bulle! - soutenus par la commission scolaire Région-de-Sherbrooke et par l'école La Ruche de Magog - une entente de publication, afin de poursuivre la  publication des œuvres initiée par un autre éditeur au milieu des années 2000. Au printemps paraît la première publication issue de ce partenariat, Apparitions des jumelles Audrey et Chloé Couture. La même année paraissent trois rééditions revues, bonifiées et augmentées de titres parus aux Six Brumes - Alégracia : l'intégrale de Dominic Bellavance - ou ailleurs - L'Arracheur de rêves de Pierre-Luc Lafrance et Au rendez-vous des courtisans glacés de Frédérick Durand. Les Six Brumes soutient aussi le projet de revue électronique d'Alain Ducharme, République du Centaure, qui vise à remettre en circulation par voie électronique, sur une base mensuelle, des textes oubliés ou difficiles à trouver.

## Parutions

### Collection Six Brumes
01. L'aurore, recueil de nouvelles collectif avec, entre autres, Jonathan Reynolds 

02. Ombres, roman fantastique de Jonathan Reynolds 

03. Mach Avel, roman de fantasy de Simon Saint-Onge 

04. Les suppliciés, roman policier de Claude Messier 

05. Équinoxe, recueil de nouvelles collectif avec, entre autres, Mathieu Fortin, Pierre-Luc Lafrance et Jonathan Reynolds 

06. Nocturne, roman d'horreur de Jonathan Reynolds 

07. Alégracia et le serpent d'argent, roman de fantasy de Dominic Bellavance 

08. Alégracia et les Xayiris, volume 1, roman de fantasy de Dominic Bellavance 

09. Alégracia et les Xayiris, volume 2, roman de fantasy de Dominic Bellavance 

10. Alégracia et le Dernier Assaut, roman de fantasy de Dominic Bellavance 

11. Silencieuses, recueil de nouvelles fantastiques de Jonathan Reynolds 

12. Morphoses, recueil de nouvelles fantastiques de Mathieu Fortin 

13. Noir Azur, roman de science-fiction de Dave Côté 

14. Le Sabbat des éphémères, nouvelles fantastiques d'Ariane Gélinas 

15. Jardin de chair, roman d'horreur psychologique de Frédéric Raymond 

16. La Ruche, roman de science-fiction de Michèle Laframboise 

17. Pornovores, roman de fantastique de Frédéric Raymond 

18. Crépuscules, recueil de nouvelles collectif avec, entre autres, Geneviève Blouin, Claude Bolduc, Philippe-Aubert Côté, Frédérick Durand, Mathieu Fortin, Ariane Gélinas, Pierre-Luc Lafrance, et Jonathan Reynolds
 
19. L'Ensemenceur, roman fantastique de Claude Bolduc

20. Ces machines que nous devenons, roman uchronique de Joe Rivard

### Collection Brumes de Légende
BL001. Petits démons, recueil de nouvelles fantastiques de Daniel Sernine 

BL002. Brins d'éternité : dix ans d'éternité, recueil de nouvelles de fantastique et de science-fiction dirigé par Ariane Gélinas, Carmélie Jacob, Alamo St-Jean et Guillaume Voisine 

BL003. L'Arracheur de rêves, recueil de nouvelles de fantastique de Pierre-Luc Lafrance 

BL004. Au rendez-vous des courtisans glacées (version intégrale, non censurée), roman de fantastique de Frédérick Durand 

BL005. Ce qui reste de démons, recueil de nouvelles de fantastique de Daniel Sernine 

BL006. Nés comme ça, recueil de nouvelles de fantastique de Dave Côté 

BL007. Soleil de Glace, roman de science-fiction de Carl Rocheleau 

BL008. La nuit soupire quand elle s'arrête, roman de fantastique de Frédérick Durand 

BL009. Le Chasseur et autres noirceurs, recueil de nouvelles de fantastique de Geneviève Blouin 

BL010. Les Échos du Temps, recueil de nouvelles de science-fiction de Daniel Sernine 

BL011. Cendres d'Innstown, omnibus, romans et nouvelles fantastiques de Jonathan Reynolds 

### Collection Frontières
F001. Résonances, recueil de nouvelles collectif (auteurs de la MRC Drummond dont Patrick Senécal).

F002. Enraciné, recueil de nouvelles fantastiques de Mathieu Fortin dans les villes et villages de la MRC Nicolet-Yamaska. 

F003. Les Murmurantes, recueil collectif de nouvelles fantastiques de la région de la Mauricie, sous la direction d'Ariane Gélinas. 

F004. À l'Est de l'Apocalypse, recueil collectif de nouvelles de science-fiction postapocalyptique de la région de l'Estrie, sous la direction d'Ariane Gélinas et de Marie Laporte. 

F005. Apocalypse Nord,  recueil collectif de nouvelles de science-fiction postapocalyptique de la région du Saguenay Lac-St-Jean sous la direction de Mathieu Villeneuve.

### Collection Grand Format
GF001. Alégracia : l'intégrale, saga de fantasy épique de Dominic Bellavance. 

### Collection Légion des Brumes
LB001. 6, chalet des brumes, un livre-jeu hommage aux livres dont vous êtes le héros de Luc Dagenais avec des textes de Geneviève Blouin, Dave Côté, Luc Dagenais, Ariane Gélinas, Isabelle Lauzon et Jonathan Reynolds.

LB002, Horrificorama, collectif de nouvelles horrifiques

LB003, Écrire et publier pour vivre, guide pratique par Geneviève Blouin, Isabelle Lauzon et Carl Rocheleau 

LB004, Échos du Centaure, anthologie d’Alain Ducharme avec des nouvelles d’Élisabeth Vonarburg, Daniel Sernine, Jean Pettigrew, Hugues Morin et Luc Dagenais

### Collection Nova
N001. L'Ancienne famille, novella de fantasy de Michel J. Lévesque 

N002. Erzébet Bathory : comtesse sanglante, novella d'horreur de Sophie Dabat

N003. Le Loup du Sanatorium, novella d'horreur de Mathieu Fortin

N004. La Légende de McNeil, novella de fantastique de Jonathan Reynolds

N005. Sintara et le Scarabée de Mechaeom, novella de fantasy de Dominic Bellavance

N006. L'Aquilon, novella de science-fiction de Carl Rocheleau

N007. Kinderesser, novella de policier de Marie Laporte

N008. Flyona, novella de science-fiction de Caroline Lacroix

N009. Le Chasseur, novella de fantastique de Geneviève Blouin

N010. Madluck, novella de fantastique de Gilbert Thiffault

N011. La Légende de McNeil, novella de fantastique de Jonathan Reynolds

### CollectionSors de ta bulle!
Pour cette collection, la maison d'édition Les Six Brumes est partenaire du concours Sors de ta bulle!, organisé par la Commission scolaire-région-de-Sherbrooke et par l'école La Ruche de Magog. Les titres ci-dessous sont ceux publiés par la maison d'édition à compter de 2015.
SDTB010. Apparitions, roman d'horreur d'Audrey Couture et de Chloé Couture 

SDTB011. Entre deux mondes, roman de fantastique de Laetitia Chicoine

SDTB012. Vivre, roman par fragments de Jeanne Lessard

SDTB013. Alizée et les Karneia, fiction historique de Charlotte St-Jean Perron

SDTB014. Voiliers, roman de Léonard Smith

SDTB015. L'Ombre du Temps, roman de Marguerite Setrakian

SDTB016. Les Montgolfières montent toujours plus haut roman poétique de Iliana Liva

### Collection SX2.0 (numérique seulement)
SX2.001. Le sycomore, nouvelle de fantastique de Marki St-Germain

SX2.002. Sirrak, nouvelle de fantasy de Mélodie Roy

SX2.003. La goule, nouvelle d'horreur de Pat Isabelle

SX2.004. Plaisir infernal, nouvelle d'horreur érotique de Sophie Dabat